# Bătălia de pe Muntele Ghelboa
În Bătălia de pe muntele Ghelboa (Gilboa)  trupele israelite au fost înfrânte de filisteni, care i-au ucis pe regele Israelului, Saul și pe trei dintre fii săi, printre care și Ionatan. Armata filisteană, bine echipată cu arcași, i-a învins pe evrei pe muntele Ghelboa, într-o ultimă luptă, deoarece filistenii fuseseră înfrânți în alte bătăii și se retrăseseră cu armata pe acest munte. 
După victoria filistenilor, evreii au putut să-și apere țara alungându-i pe filisteni.